# Louis E. McComas

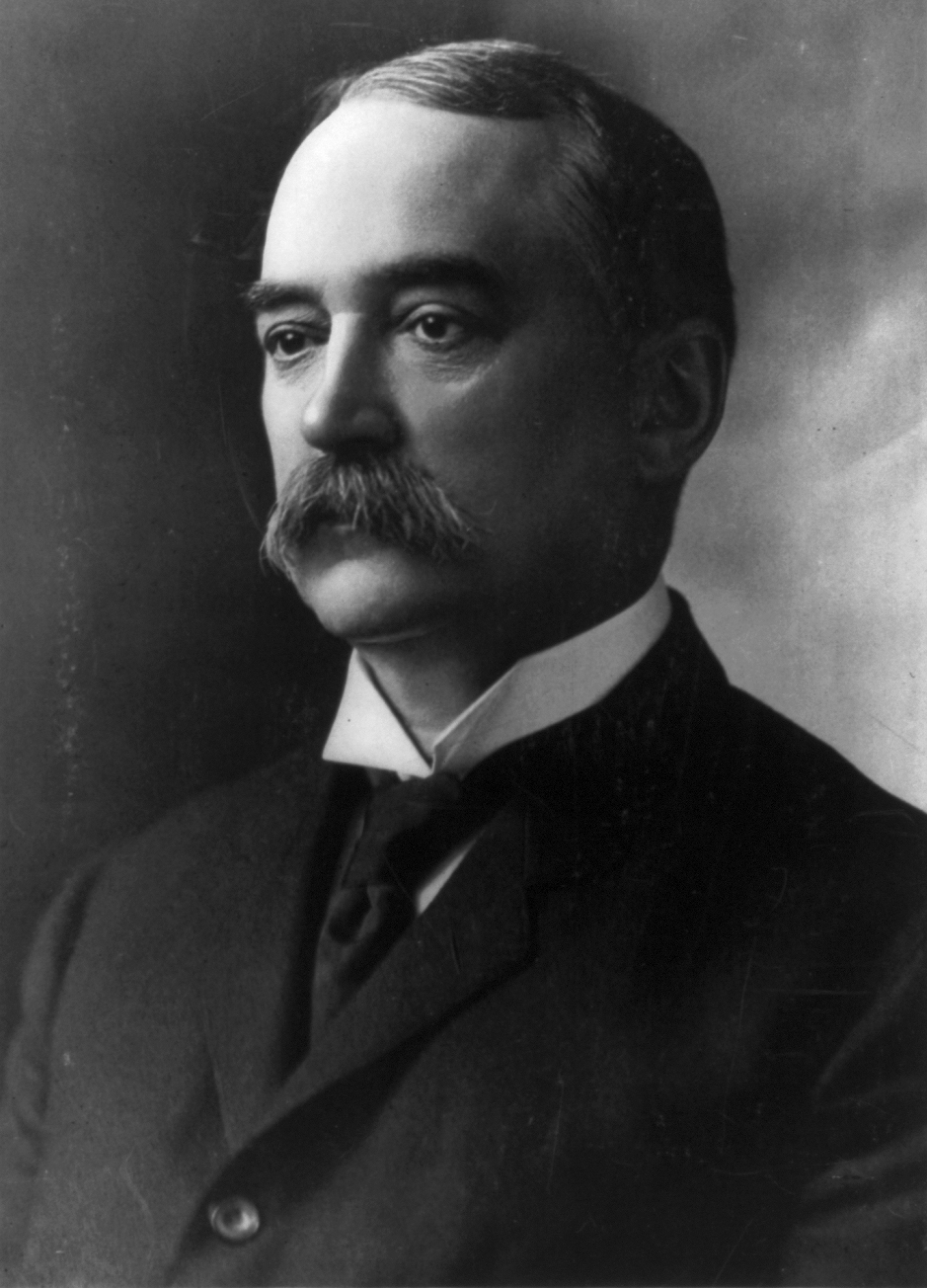
Louis E. McComas

Louis Emory McComas (* 28. Oktober 1846 bei Hagerstown, Maryland; † 10. November 1907 in Washington, D.C.) war ein US-amerikanischer Politiker (Republikanische Partei), der den Bundesstaat Maryland in beiden Kammern des US-Kongresses vertrat.
Nach dem Besuch des St. James College machte Louis McComas 1866 seinen Abschluss am Dickinson College in Carlisle. Im Anschluss studierte er die Rechtswissenschaften, wurde 1868 in die Anwaltskammer aufgenommen und begann in Hagerstown zu praktizieren.
Er unternahm 1876 einen ersten Versuch, ins US-Repräsentantenhaus gewählt zu werden, scheiterte jedoch. Sechs Jahre später war er erfolgreich und zog als Vertreter des 6. Wahldistrikts von Maryland in den Kongress ein, dem er nach mehrfacher Wiederwahl bis 1891 angehörte. 1890 verlor er gegen den Demokraten William McMahon McKaig.
In der Folge fungierte McComas zunächst 1892 als Sekretär des Republican National Committee. Am 17. November desselben Jahres wurde er von US-Präsident Benjamin Harrison zum Richter am Obersten Gerichtshof des District of Columbia berufen, was er bis 1899 blieb; sein Nachfolger in diesem Amt wurde Harry M. Clabaugh. Überdies lehrte er internationales Recht an der Georgetown University.
Im Jahr 1898 setzte sich McComas bei der Wahl zum US-Senator gegen den demokratischen Amtsinhaber Arthur Pue Gorman durch. Er absolvierte dort eine sechsjährige Amtsperiode und war während dieser Zeit unter anderem Vorsitzender des Committee on Organization, Conduct, and Expenditures of Executive Departments. Auf eine Wiederwahl verzichtete er, nachdem er von US-Präsident Theodore Roosevelt zum Richter am Bundesberufungsgericht für den Gerichtskreis Washington ernannt worden war. Dieses Amt übte er bis zu seinem Tod im Jahr 1907 aus.
Seine Enkelin Katharine Byron und sein Urenkel Goodloe Byron saßen ebenfalls für Maryland im Repräsentantenhaus.